# 尼尔陶什什
尼尔陶什什，是匈牙利索博尔奇-索特马尔-贝拉格州所辖的一个村。总面积37.95平方公里，总人口1987，人口密度52.4人/平方公里（2011年1月1日）。